# 线叶猪屎豆
线叶猪屎豆（学名：Crotalaria linifolia），又名线叶野百合，为豆科猪屎豆属下的一个种。

## 扩展阅读
- 維基物種上的相關：线叶猪屎豆